# 7 березня
7 березня — 66-й день року за Григоріанським календарем (67-й у високосні роки). До кінця року залишається 299 днів.

## Свята і пам'ятні дні

### Національні
- Албанія: День вчителя.
- Туркменістан: День працівників комплексу транспорту та зв'язку.

### Релігійні

#### Християнство
- День Святих Перпетуї і Феліцитати (203).
- День Святих Херсонеських Мучеників (Раннє 4 століття).
- День пам'яті Святого Томи Аквінського (1274).
- День Блаженного Мученика Леоніда Федорова (1935).

Православ'я:
- Священномучеників, що в Херсонесі були єпископами: Василія, Єфрема, Капітона, Євгенія, Єферія, Елпідія та Агафодора.
- Преподобного Павла Препростого.
- Свтятителя Павла, сповідника, єпископа Прусіадського.
- Преподобного Еміліана Італійського.

## Іменини
✙ Православні: Василь, Єфрем, Євген, Павло.
✝  Католицькі:

## Події
- 321 — за указом римського імператора Костянтина неділя стала днем відпочинку від праці.
- 1573 — Іван Федорович заснував у Львові першу друкарню.
- 1573 — Венеція поступилась Османській імперії Кіпром.
- 1788 — Велика кіотська пожежа в Японії, найбільша в історії Кіото.
- 1799 — Наполеон оволодів Яффою під час Єгипетського походу.
- 1866 — в Японії укладено союз Сацуми і Тьосю з метою повалення сьоґунату Едо.
- 1876 — 29-річний американський винахідник Александер Грем Белл отримав патент на телефон. Його право на цей винахід неодноразово оскаржувались іншими винахідниками, проте судові рішення неодмінно виносились на користь Белла.
- 1900 — з борта лайнера SS Kaiser Wilhelm der Grosse надійшло перше в історії бездротове повідомлення на берег.
- 1933 — в американському місті Атлантик-Сіті Чарльз Дарроу придумав популярну й нині гру «Монополія».
- 1936 — у порушення чинних мирних договорів Третій Рейх реокупував Рейнську область.
- 1941 — для підтримки грецької армії у бойових діях проти Італії прем'єр-міністр Великої Британії Вінстон Черчилль направив до Греції 58 тисяч британських і австралійських військових, раніше дислокованих у Єгипті. Наступ Італії вдалось відбити, однак британсько-австралійські і грецькі війська зазнали нищівної поразки, коли у квітні на Грецію почала наступ німецька армія.
- 1957 — перший політ середньомагістрального пасажирського літака Ан-10.
- 1967 — у СРСР шестиденний робочий тиждень з одним вихідним замінено на п'ятиденний з двома вихідними.
- 1981 — відкрився Ленінградський рок-клуб («Аквариум», «Алиса», «АукцЫон», Башлачов, «ДДТ», «Кино», «Секрет» тощо).
- 1987 — перемігши за очками у 12-раундовому двобої Джеймса Сміта, «залізний» Майк Тайсон став чемпіоном за версією WBA.
- 1992 — зіграні перші матчі першого футбольного чемпіонату України.
- 1992 — після повалення президента Звіада Гамсахурдіа у Тбілісі оголошено про створення нового органу влади, Державної ради, головою якої став колишній глава Компартії Грузії Едуард Шеварнадзе.
- 1994 — Верховний суд США ухвалив рішення, за яким пародії на оригінальні роботи не є порушеннями авторських прав і не потребують отримання ліцензій чи дозволів від власників таких прав.
- 2010 — відбулася 82-га церемонія вручення премії «Оскар» за заслуги в галузі кінематографа за 2009 рік у театрі Кодак у Лос-Анджелесі.

## Народились
Дивись також Категорія:Народились 7 березня
- 1671 — Роб Мак-Грегор, горянин-розбійник на прізвисько Роб Рой, шотландський Робін Гуд.
- 1765 — Жозеф Нісефор Ньєпс, французький винахідник, один з творців фотографічного процесу: у 1820-ті роки винайшов спосіб фіксування зображення за допомогою світлочутливого асфальтного лаку (геліографія).
- 1785 — Алессандро Мандзоні, італійський поет, драматург, прозаїк, один із найвідоміших представників італійського романтизму.
- 1850 — Томаш Масарик, чехословацький громадський і політичний діяч, перший президент Чехословаччини (1918—1935 рр.)
- 1856 — Порфирій Мартинович, український живописець, графік, фольклорист і етнограф.
- 1882 — Григорій Коссак, командант УСС, полковник, Начальний командант УГА.
- 1887 — Амалія Рубель, українська феміністка.
- 1903 — Белл Томас, американський письменник українського (лемківського) походження («Василів хліб», 1930; «Друга премія», 1935; «Всі наречені гарні», 1936; «Прийде час», 1946; В середині життя", 1961; «Зовні доменної печі», 1941).
- 1968 — Джованні Джакометті, швейцарський художник і графік. Батько скульпторів Альберто і Дієго Джакометті та архітектора Бруно Джакометті.
- 1875 — Моріс Жозеф Равель, французький композитор («Дитя і чари», «Іспанська рапсодія», «Болеро»).
- 1908 — Анна Маньяні, італійська актриса («Міраж», «Рожеве татуювання», «Рим — відкрите місто», «Мама Рома»).
- 1924 — Кобо Абе, японський письменник («Жінка в пісках», «Чуже обличчя», «Людина-скриня»).
- 1932 — Володимир Дахно, український кінорежисер і художник-аніматор, автор повнометражного анімаційного фільму «Енеїда» (1991), серіалу «Козаки» (п. 2006) та ін.
- 1957 — Клів Бурр, ударник групи Iron Maiden.
- 1959 — Лучано Спаллетті, італійський футболіст і тренер.
- 1960 — Іван Лендл, американський тенісист чеського походження; переможець Australian Open [1983,1989,1990], French Open [1984, 1986, 1987], U.S. Open [1985, 1986, 1987].
- 1970 — Рейчел Вайс, англійська акторка та модель, єврейського походження.

## Померли
Дивись також Категорія:Померли 7 березня
- 1274 — Тома Аквінський, філософ-схоласт і теолог, систематизатор християнського богослов'я на основі вчення Аристотеля («Сума теології»).
- 1517 — Марія Арагонська, королева Португалії з 1500 р.
- 1657 — Хаясі Радзан, японський мислитель, законодавець і поет.
- 1809 — Жан-П'єр Франсуа Бланшар, французький винахідник, піонер авіації і повітроплавання.
- 1931 — Тео ван Дусбург, нідерландський художник, архітектор і скульптор, теоретик мистецтва.
- 1985 — Аркадій Фідлер, польський письменник, журналіст, натураліст і дослідник.
- 1997 — Агнєшка Осецька, польська поетеса, режисерка, журналістка.
- 1999 — Стенлі Кубрик, американський режисер.
- 2009 — Тулліо Пінеллі, італійський драматург і кіносценарист.
- 2012 — Ольга Кузьмович, українська журналістка, письменниця, громадська діячка, голова Спілки українських журналістів Америки.
- 2013 — Даміано Даміані, італійський режисер, сценарист, письменник.
- 2017 — Ганс Георг Демельт, американський фізик, нобелівський лауреат.
- 2023 — Дмитро Коцюбайло (позивний «Да Вінчі»), український доброволець, військовослужбовець. Герой України (2021)[2].